# Heinrich Lindenberg (Politiker)
Heinrich Lindenberg (* 2. Oktober 1902 in Berlin; † 17. November 1982) war ein deutscher Politiker (CDU).

## Leben und Beruf
Nach dem Abitur 1923 an der Bismarckschule in Hannover studierte Lindenberg an der Ludwig-Maximilians-Universität München, der Humboldt-Universität zu Berlin und der Georg-August-Universität Göttingen Rechtswissenschaften. Während seines Studiums wurde er 1923 Mitglied der Burschenschaft Rhenania München. Nach beiden Staatsexamina wurde er zum Doktor der Rechte promoviert und war 1931/32 Richter in Hannover und Burgdorf. Im November 1932 ließ er sich als Rechtsanwalt in Hannover nieder. Von 1934 bis 1945 war er Vorstand der Braunkohle-Benzin-AG in Berlin und ab 1945 der Gewerkschaft Wintershall. Im Mai 1955 wurde er zum Notar im OLG-Bezirk Celle ernannt.
Lindenberg gehörte seit 1950 der CDU an. Er gehörte dem Deutschen Bundestag von 1953 bis 1961 und vom 29. September 1967, als er für den verstorbenen früheren Bundesverkehrsminister Hans-Christoph Seebohm nachrückte, bis 1969 an. Er vertrat den Wahlkreis Harz im Parlament. Vom 27. Februar 1958 bis zum 29. November 1961 war er auch Mitglied des Europaparlamentes.